# 巴赫倫采爾巴赫河

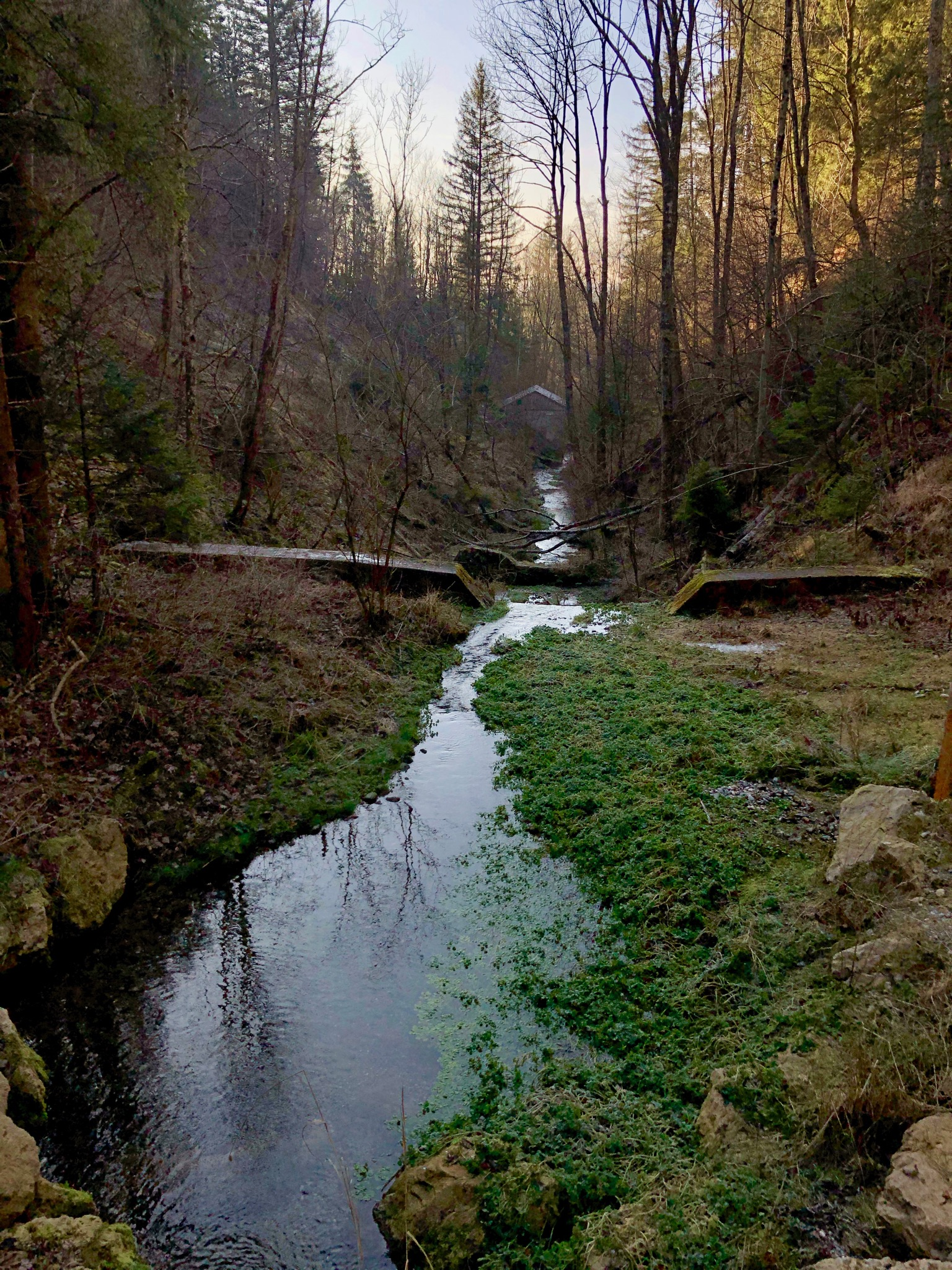

47°54′29″N 10°55′55″E / 47.90794271°N 10.93201876°E
巴赫倫采爾巴赫河（德語：Bachrunzelbach），是德國的河流，位於該國東南部，由巴伐利亞負責管轄，屬於萊希河的右支流，河道全長4.6公里，流域面積9.3平方公里。